# Joe Minoso
Joe Miñoso, est un acteur américain né le 25 septembre 1978 dans le Bronx, à New York, aux États-Unis.
Il est surtout connu pour jouer le rôle du pompier Joe Cruz dans la série télévisée à succès Chicago Fire de NBC.

## Biographie

### Jeunesse et formation
Il a été élevé à Yonkers, New York. Il est enfant unique. Il est de nationalité américaine et d'origine latino-américaine.
Il a étudié au Lincoln High School. Il a ensuite fréquenté l'Université Adelphi d'où il a obtenu un baccalauréat en beaux-arts. Il a ensuite rejoint l'université du Nord de l'Illinois où il a obtenu une maîtrise en beaux-arts.

### Carrière
Depuis 2012, il incarne le pompier Joe Cruz, dans la série télévisée Chicago Fire créée par Michael Brandt et Derek Haas, diffusée depuis le 10 octobre 2012 sur le réseau NBC aux États-Unis.
À partir de 2014, il fait des apparitions dans la série dérivée centrée sur l'équipe de police, Chicago Police Department. Puis à partir de 2016 dans la deuxième série dérivée centré sur le centre hospitalier d'urgences de Chicago, Chicago Med.

### Vie privée
Il a partagé une colocation avec Charlie Barnett et Yuri Sardarov pour les besoins du tournage de Chicago Fire.
Il est marié à Caitlin Murphy Miles depuis octobre 2016, maquilleuse de Chicago Fire.

## Filmographie
Sauf indication contraire, les informations mentionnées dans cette section peuvent être confirmées par la base de données cinématographiques IMDb,  présente dans la section « Liens externes ».

### Télévision

#### Séries télévisées
- 2005 : Prison Break : Chaz Fink (saison 1 - épisode 5)
- 2011 : Shameless : Hector Aquilar (saison 1 - épisode 6)
- 2011 : The Chicago Code : Officer Sanchez (saison 1 - épisodes 3 et 7)
- 2011 : Boss : Moco Ruiz (saison 1 - épisodes 1, 3, 6 et 8)
- depuis 2012 : Chicago Fire : Joe Cruz (principal depuis la saison 2, récurrent saison 1)
- 2014 - 2019 : Chicago Police Department : Joe Cruz (invité - 8 épisodes)
- 2016 - 2024 : Chicago Med : Joe Cruz (invité - 7 épisodes)
- 2019 : Get Shorty (en) : Hector (saison 3 - épisodes 3 et 7)[3]